# 短鬚頜鬚鮈
短须颌须鮈（学名：Gnathopogon imberbis）为輻鰭魚綱鯉形目鲤科颌须鮈属的鱼类，是中国的特有物种。分布于长江中上游等。该物种的模式产地在陕西南部。體長可達10.5公分。

## 扩展阅读
維基物種上的相關：短须颌须鮈